# Euxoa sudeticola
Euxoa sudeticola är en fjärilsart som beskrevs av Skala 1929. Euxoa sudeticola ingår i släktet Euxoa och familjen nattflyn. Inga underarter finns listade i Catalogue of Life.